# 長名寛明
長名 寛明（おさな ひろあき、1942年6月 - ）は、日本の経済学者。慶應義塾大学名誉教授。専門は理論経済学。

## 経歴
1942年6月に東京都に生まれる。1958年に慶應義塾普通部、1961年に慶應義塾高校、1965年に慶應義塾大学経済学部を卒業する。1967年に慶應義塾大学経済学研究科修士課程を修了し、その後博士課程を終えて1967年に慶應義塾大学経済学部の助手となる。このとき、博士学位は取得しておらず、2008年3月に同大学を定年退職するときに博士学位を授与されている。1973年に慶應義塾大学経済学部助教授に、1980年に教授に昇任している。ハーバード大学とミネソタ大学で在外研究を行った。1990年から1994年までは理論・計量経済学会の常任理事を務めた。

## 研究・教育
外部性が存在するときに、パレート効率的な配分を達成するための非常な条件について多くの研究を行った。教育面に関して、学生が受動的ではなく能動的に学習できるように意識して指導を行ったと述べている。さらに毎回の授業で課題を課して添削を行うなど、きめ細かい指導を行った。門下に中村慎助、グレーヴァ香子、藤田康範がいる。

## 著作

### 訳書
- 『社会的選択と個人的評価』（1977年、日本経済新聞社）ASIN B000J8Y1MG
- 『ミクロ経済分析の基礎』（2011年、知泉書館）ISBN 978-4-862-85115-4
- 『資源配分機構の設計と外部性』（2015年、勁草書房）ISBN 978-4-326-98207-3

### 和文の主要学術論文
- 「消費者余剰の理論―展望」『三田学会雑誌』, 1966, 59巻3号: 37-71。
- 「国民所得のWelfare Implicationsについて」『三田学会雑誌』, 1967, 60巻1号: 54-86。
- 「新古典派経済成長モデルにおける競争均衡」『三田学会雑誌』, 1970, 63巻11号: 17-27。
- 「外部性と競争均衡の存在」『三田学会雑誌』, 1974, 67巻5号: 41-51。
- 「アローvsヒックス」『経済セミナー』, 1978, 286号: 59-65。
- 「完全競争の長期均衡」『三田学会雑誌』, 1988, 80巻6号: 104-113。
- 「部分均衡分析の基礎：準線形選好関係と消費者余剰」『三田学会雑誌』, 1992, 85巻1号: 31-59。

### 英文の主要学術論文
- "Externalities and the Basic Theorems of Welfare Economics." Journal of Economic Theory, 1972, 4(3): 401-414.
- "On the Boundedness of an Economy with Externalities." Review of Economic Studies, 1973, 40(3): 321-331.
- "Optimal Tax-Subsidy System with Marshallian Externalities." Econometrica, 1977, 45(2): 329-340.
- "Long-Run Equilibria of Perfectly Competitive Markets." Keio Economic Studies, 1987, 24(1): 1-11.
- "Nash Implementation of the Weak Pareto Choice Rule for Indecomposable Environments." Review of Economic Design, 1997, 3(1): 57-74.
- "Externalities Do Not Necessarily Require Large Message Spaces for Realizing Pareto-Efficient Allocations." Review of Economic Design, 2005, 9(3): 227-269.